# NGC 546
NGC 546 é uma galáxia espiral barrada (SBb) localizada na direcção da constelação de Sculptor. Possui uma declinação de -38° 04' 09" e uma ascensão recta de 1 horas, 25 minutos e 12,6 segundos.
A galáxia NGC 546 foi descoberta em 23 de Outubro de 1835 por John Herschel.